# 테일러 키니
테일러 키니(Taylor Kinney, 1981년 7월 15일 ~ )는 미국의 배우, 모델이다.

## 출연 작품
- 블루 나이트 (2018)
- 카스바 (2016)
- 포레스트: 죽음의 숲 (2016)
- 컨슘드 (2015)
- 아더 우먼 (2014)
- 리스트 어몽 세인츠 (2012, Least Among Saints)
- 제로 다크 서티 (2012)
- 파이브 (2011)
- 퍼니스 (2007)
- 스노우 보드맨 (2007)

### 텔레비전
- 패션 하우스 (2006, Fashion House)
- 뱀파이어 다이어리 (2010-11)
- 캐슬 (2012)
- 시카고 파이어 (2012-현재)